# نوویعقوبوو
نوویعقوبوو (انگلیسی: Novoyakupovo) یک شهرک در شهرستان زیلایرسکی استان باشقیرستان کشور روسیه است.